# James Woods (acteur)
James Howard Woods (Vernal, Utah, 18 april 1947) is een Amerikaans acteur. Hij werd voor zowel zijn rol in Salvador als die in Ghosts of Mississippi genomineerd voor een Oscar. Meer dan vijftien andere filmprijzen werden hem daadwerkelijk toegekend, waaronder een Golden Globe, meerdere Emmy Awards en meerdere Satellite Awards.
Meestal wordt de naam 'James Woods' gebruikt in de credits.

## Biografie
Woods groeide op in Warwick, Rhode Island. Hij haalde zijn middelbare-schoolopleiding in 1965 en begon daarna een studie aan het Massachusetts Institute of Technology in Cambridge, Massachusetts. In 1969 echter verliet Woods zijn opleiding omdat hij wilde gaan acteren.
Woods is twee keer getrouwd geweest; van 1980 tot 1983 met Kathryn Morrison en van 1989 tot 1990 met Sarah Owen. Nu is hij samen met de 40 jaar jongere Ashley Madison. Hij heeft geen kinderen. Woods staat bekend om zijn wat vreemde, onbetrouwbare glimlach en intense blik. Hij speelt vaak koele, met name criminele rollen en personages die snel praten.
Zijn eerste rol was in de televisiefilm All the Way Home (1970). Na nog wat rollen brak hij uiteindelijk door als de ijskoude moordenaar van een politieagent in The Onion Field (1979). Andere rollen volgden in Videodrome (1983), Once Upon a Time in America (1984) en Salvador (1986). Voor deze laatste kreeg Woods een Oscarnominatie in de categorie 'beste hoofdrol'.
Na zijn doorbraak kwamen de grotere producties. Daarnaast gaf hij aan verschillende producties zijn stem, zoals de 'Hades'-stem in Hercules (1997) en in onder meer Final Fantasy: The Spirits Within (2001), Stuart Little 2 (2002) en Grand Theft Auto: San Andreas (2004, als Mike Toreno).
Van 2006 tot en met 2008 speelde hij het immorele hoofdpersonage in de Amerikaanse dramaserie Shark.
Woods heeft ook meerdere malen een rol in de Amerikaanse animatieserie Family Guy waarin hij het hoofdpersonage Peter Griffin stalkt en zelfs diens leven een keer overnam.
Woods is een conservatief en staat bekend als aanhanger van de Republikeinse Partij en van Donald Trump.

## Filmografie
*Exclusief televisiefilms
| - Once Upon a Studio (2023, stem) - Hades - White House Down (2013) - Martin Walker - Jobs (2013) - Jack Dudman - Officer Down (2013) - Kapitein Verona - Straw Dogs (2011) - Tom Heddon - An American Carol (2008) - Agent Grosslight - Surf's Up (2007, stem) - Reggie Belafonte - End Game (2006) - Vaughn Stevens - Be Cool (2005) - Tommy Athens - Pretty Persuasion (2005) - Hank Joyce - The Easter Egg Adventure (2004, stem)- Grab Takit - Grand Theft Auto: San Andreas (2004, stem) - Mike Toreno - Ark (2004, stem) - Jallak - This Girl's Life (2003) - Pops - Northfork (2003) - Walter O'Brien - Little Warriors (2002) - Narrator - Rolie Polie Olie: The Great Defender of Fun (2002) - Gloomius Maximus - Stuart Little 2 (2002, stem) - The Evil Falcon - John Q (2002) - Dr. Raymond Turner - Mickey's House of Villains (2001, stem) - Hades - Race to Space (2001) - Dr. Wilhelm von Huber - Riding in Cars with Boys (2001) - Mr. Leonard Donofrio - Scary Movie 2 (2001) - Father McFeely - Final Fantasy: The Spirits Within (2001, stem) - General Hein - Recess: School's Out (2001, stem) - Dr. Philliam "Phil" Benedict - Dirty Pictures (2000, televisiefilm) - Dennis Barrie - Any Given Sunday (1999) - Dr. Harvey Mandrake - The General's Daughter (1999) - Col. Robert Moore - The Virgin Suicides (1999) - Ronald Lisbon - True Crime (1999) - Alan Mann - Hercules: Zero to Hero (1999) - Hades: Lord of the Dead - Another Day in Paradise (1998) - Mel - Vampires (1998) - Jack Crow - Contact (1997) - Michael Kitz - Hercules (1997, stem) - Hades; Lord of the Underworld - Kicked in the Head (1997) - Uncle Sam - Ghosts of Mississippi (1996) - Byron De La Beckwith | - Killer: A Journal of Murder (1996) - Carl Panzram - Nixon (1995) - H.R. Haldeman - Casino (1995) - Lester Diamond - For Better or Worse (1995) - Reggie Makeshift - The Specialist (1994) - Ned Trent - Curse of the Starving Class (1994) - Weston Tate - The Getaway (1994) - Jack Benyon - Chaplin (1992) - Joseph Scott - Diggstown (1992) - Gabriel Caine - Straight Talk (1992) - Jack Russell - The Hard Way (1991) - Detective Lt. John Moss - Immediate Family (1989) - Michael Spector - True Believer (1989) - Eddie Dodd - The Boost (1988) - Lenny Brown - Cop (1988) - Lloyd Hopkins - Best Seller (1987) - Cleve - In Love and War (1987) - James B. 'Jim' Stockdale - Salvador (1986) - Richard Boyle - Joshua Then and Now (1985) - Joshua Shapiro - Cat's Eye (1985) - Dick Morrison - Against All Odds (1984) - Jake Wise - Once Upon a Time in America (1984) - Maximilian 'Max' Bercovicz - Videodrome (1983) - Max Renn - Split Image (1982) - Charles Pratt - Fast-Walking (1982) - Fast-Walking - Eyewitness (1981) - Aldo Mercer - The Black Marble (1980) - The Fiddler - The Onion Field (1979) - Gregory Ulas Powell - The Choirboys (1977) - Harold Bloomguard - Alex & the Gypsy (1976) - Crainpool - The Billion Dollar Bubble (1976) - Art Lewis - Distance (1975) - Larry - Night Moves (1975) - Quentin - The Gambler (1974) - Bank officer - The Way We Were (1973) - Frankie McVeigh - Hickey & Boggs (1972) - Lt. Wyatt - The Visitors (1972) - Bill Schmidt |